# Бельгард, Карл Александрович
Карл Александрович Бельгард (1807 — 1868) — российский генерал-лейтенант, участник Кавказских походов и Крымской войны.

## Биография
Карл Бельгард родился 6(18) февраля 1807 году. Происходил из дворян: сын Александра Александровича Бельгарда.
По окончании курса в Пажеском корпусе, в 1826 году, Бельгард вступил на службу прапорщиком в Лейб-гвардии Финляндский полк и, два года спустя, во время турецкой войны, находился при осаде крепости Варны.
В 1841 году в чине подполковника был переведён на Кавказ в Лейб-Эриванский гренадерский полк, а в 1842 году назначен командиром сводного учебного батальона в Тифлисе.
Оставаясь на Кавказе, полковник Бельгард принял участие в ряде экспедиций против горцев, в том числе: в 1844 году при подавлении мятежа в Илису; в 1845 году в экспедиции против Анцухских аварцев, где оказал особенное отличие при взятии завалов Гек-Пердивани, и в экспедиции 1847—1848 годов против бывшего илисуйского Даниель-султана. За отличие в этой войне 21 сентября 1844 года он был награждён орденом Св. Георгия IV класса, а 6 февраля 1848 года произведён в генерал-майоры.
Назначенный в 1850 году исправляющим должность начальника Джаро-Белоканской области и всей Лезгинской кордонной линии и начальником Лезгинского отряда, Бельгард выступил с последним в новую экспедицию против горцев, которые и рассеял после многих жарких схваток 21 декабря 1850 (или 1852?) года был назначен командиром 1-й бригады 10-й пехотной дивизии.
С началом Крымской войны, он получил в командование Маловалахский отряд, действовавший в Дунайских княжествах. Под начальством князя Горчакова и генерала Липранди, был в делах под Поенами, Калафатом. В сражении при Четати Бельгард, своим своевременным появлением и отважным наступлением, выручил из большой опасности Тобольский пехотный полк полковника А. К. Баумгартена, храбро отбивавшийся от несравненно сильнейшего неприятеля; за этот бой он был награждён Золотой шпагой с бриллиантами, а 17 февраля 1854 года был произведён в генерал-лейтенанты
При дальнейшем развитии Крымской кампании, с 5 мая по 10 июня 1854 года Карл Александрович Бельгард командовал осадными войсками под Силистрией, постоянно находясь под сильным огнём, как при производстве работ, так и при отражении неприятельских вылазок. Затем был назначен начальником 6-й пехотной дивизии. В 1855 году Бельгард участвовал в битве на Чёрной речке и в разное время находился в Севастополе.
Назначенный в 1858 году начальником 2-й гвардейской пехотной дивизии, Бельгард два года спустя был уволен, по прошению, в отставку.
В конце 1863 года Бельгард снова поступил на службу — начальником 24-й пехотной дивизии. Затем приняв начальство над 4-й пехотной дивизией, был направлен в Польшу, где принял участие в боях с инсургентами, после чего состоял начальником Калишского военного отдела и занимался обустройством польских крестьян.
Имел, как и его брат Валериан, майоратное имение в Царстве Польском: 1900 десятин в Меховском уезде Келецкой губернии.
Карл Александрович Бельгард умер в 1868 году в Коло, при переезде из Варшавы в Калиш. Похоронен на католическом кладбище в Калише; надгробие утрачено в годы Второй Мировой войны.

## Награды
российские:

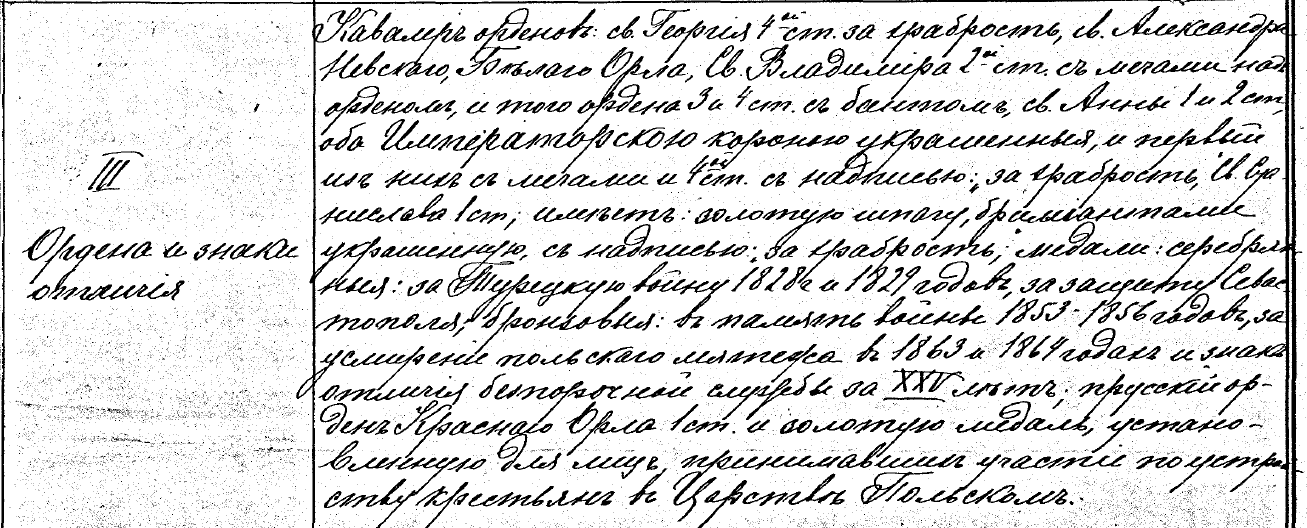
Награды К. А. Бельгарда (формулярный список 1868 г.

- орден Святой Анны 4-й ст. с надписью «за храбрость» (1828)
- орден Святого Георгия (1844, № 7131)
- орден Святого Владимира 4-й ст. с бантом (1845)
- орден Святого Владимира 3-й ст. (1848)
- орден Святой Анны 2-й ст. с Императорской короной (?)
- орден Святого Станислава 1-й ст. (1850)
- орден Святой Анны 1-й ст. (1851)
- знак отличия беспорочной службы за XX лет (1851)
- золотая шпага с бриллиантами и с надписью «за храбрость» (1854)
- знак отличия беспорочной службы за XXV лет (1854)
- орден Святой Анны 1-й ст. с Императорской короной и мечами (1855)
- орден Святого Владимира 2-й ст. с мечами над орденом (1858)
- орден Белого орла (1860)
- орден Святого Александра Невского (1864)

## Семья
Был дважды женат.
1-я жена: Софья Лукинична Жемчужникова (1824—1855), дочь Луки Ильича Жемчужникова и Прасковьи Францевны Морелли. Она родила четырёх детей:
- Николай (1848—1874). Окончил пажеский корпус (1866); в 1870 году стал сотником Забайкальского казачьего войска и адъютантом Восточно-Сибирского генерал-губернатора и генерал-лейтенанта М. С. Корсакова; с 1871 года в звании ротмистра — адъютант московского генерал-губернатора В. А. Долгорукого. Получив отказ от дочери военного губернатора Забайкальской области Николая Петровича фон Дитмара Варвары, застрелился.
- Наталия (1850—1910); её муж — юрист Юрий Степанович Булах (1840—1907), ставший сенатором и действительным тайным советником. Умерла в психиатрической лечебнице на Удельной, как и её сын Александр (1875—1919) — выпускник Александровского лицея, вице-консул.
- Прасковья (1852—?); была дважды замужем: с первым мужем коллежским советником Полевым она после недолгого брака развелась в 1876 году, второй — юрист и тайный советник Пётр Васильевич Болотников (28.08.1840—1908), от которого она ещё в 1875 году родила в Париже дочь, Софью.
- Александр (1854—1921), полтавский губернатор, тайный советник, камергер.

2-я жена: Екатерина Николаевна Домбре (? — 22.11.1908), подданная Австрии. По семейной легенде она была чуть ли не цирковой наездницей. От неё родились ещё четверо детей (сначала все были крещены в католическую веру, а после смерти отца 17 апреля 1869 года присоединены к православию):
- Константин (1859 — после 1917), родился до второго брака; камергер (1915), был женат на внучке Т. А. Левенгофа, Софье.
- Владимир (1863—1914), генерал-лейтенант, георгиевский кавалер.
- Евгений (1865—1871).
- София (1867—?), выпускница Смольного института (1886).